# باول سلطان
باول سلطان هو اقتصادي كندي، ولد في 1924 في فانكوفر في كندا.